# Pseuduvaria setosa
Pseuduvaria setosa là loài thực vật có hoa thuộc họ Na. Loài này được George King miêu tả khoa học đầu tiên năm 1892 dưới danh pháp Orophea setosa. Năm 1953 James Sinclair chuyển nó sang chi Pseuduvaria.

## Phân bố
Loài này có ở Malaysia bán đảo.